# Krupina
Krupina és una ciutat d'Eslovàquia. Es troba a la regió de Banská Bystrica, és capital del districte de Krupina.

## Història
La primera menció escrita de la vila es remunta al 1135.

## Demografia
| Godina             | 1994 | 2004   | 2014   | 2024   |
| ------------------ | ---- | ------ | ------ | ------ |
| Nombre de persones | 8060 | 7857   | 8010   | 7524   |
| Diferència         |      | −2,51% | +1,94% | −6,06% |

| Godina             | 2023 | 2024   |
| ------------------ | ---- | ------ |
| Nombre de persones | 7510 | 7524   |
| Diferència         |      | +0,18% |

## Persones il·lustres
- Andrej Sládkovič (1820-1872): poeta, crític, publicista i traductor eslovac.

## Ciutats agermanades
- Nepomuk, República Txeca
- Krapinske Toplice, Croàcia

1. 1 2  «Počet obyvateľov podľa pohlavia - obce (ročne) [om7101rr_obce=AREAS_SK]».   Statistical Office of the Slovak Republic, 31-03-2025. [Consulta: 31 març 2025].